# Кайболово (Фалілєєвське сільське поселення)
Кайболово (рос. Кайболово) — присілок у Кінгісеппському районі Ленінградської області Російської Федерації.
Населення становить 83 особи. Належить до муніципального утворення Фалілєєвське сільське поселення.

## Історія
Згідно із законом від 28 жовтня 2004 року № 81-оз належить до муніципального утворення Фалілєєвське сільське поселення.

## Населення
| 2007 | 2010 | 2017 |
| ---- | ---- | ---- |
| 58   | ↘2   | ↗83  |